# Spinoserolis beddardi
Spinoserolis beddardi là một loài chân đều trong họ Serolidae. Loài này được Calman miêu tả khoa học năm 1920.